# Benjamin Laurant
Benjamin Laurant est un footballeur professionnel français né le 28 janvier 1987 à Paris. Il évolue au poste de milieu de terrain.

## Biographie
Il signe son premier contrat professionnel à l'âge de 18 ans. Il fait ses débuts avec l'équipe première du Havre lors de la saison 2005-2006. Il est sacré champion de Ligue 2 en 2008.
Lors de la saison 2008-2009, il est prêté à l'Amiens SC. De retour au Havre AC, il doit d'abord réintégrer le groupe CFA avant un possible retour avec le groupe professionnel.
Le 13 janvier 2011, Laurant signe avec le Kilmarnock FC en Écosse, pour 2 ans et demi.
Il quitte cependant Kilmarock à l'été 2012 pour rejoindre le Paris FC, alors en National.

### Clubs
- 2005-2011 : Le Havre AC  France
  - 2008-2009 : Amiens SC  France (prêt)
- 2011-2012 : Kilmarnock FC  Écosse
- 2012-2013 : Paris FC  France

## Palmarès
Le Havre AC
- Ligue 2
  - Champion (1) : 2008